# Превозмочь себя
«Превозмочь себя» (там. கஜினி, Ghajini) — индийский романтический триллер режиссёра А. Р. Муругадоса, вышедший в прокат 29 сентября 2005 года в оригинале на тамильском языке. Главные роли сыграли Сурья Шивакумар, Асин и Наянтара. Сюжет фильма схож с «Помни» Кристофера Нолана, главный герой теряет способность запоминать новые события, но это не останавливает его от мести за убитую возлюбленную. Сюжетная линия о знакомстве героя и героини напоминает британский фильм Happy Go Lovely 1951 года.
По итогам проката картина получила статус «супер-хит» и стала третьим фильмом Колливуда по величине сборов в 2005 году. Члены съёмочной группы были отмечены четырьмя Filmfare Awards South и девятью Tamil Nadu State Film Awards. Фильм был переснят на хинди тем же режиссёром в 2008 году с Аамиром Ханом в главной роли.

## Сюжет
Из-за травмы головы бизнесмен Санджай Рамасвами потерял способность запоминать новую информацию. Последнее, что он помнит, что его невеста Калпана была убита. Несмотря на своё состояние он решает найти её убийц и отомстить. Ему помогает студентка-медик Читра, которой поручили изучить его случай.

## В ролях
- Сурья — Санджай Рамасвами
- Асин Тоттункал — Калпана, модель
- Наянтара — Читра, студентка-медик
- Прадип Рават[англ.] — Рам и Лакшман
- Рияз Хан[англ.] — инспектор полиции
- Манобала — начальник Калпаны
- Сатьям[англ.] — подставной Санджай
- Рагхуваран[англ.] — врач Санджая

## Производство
После выхода фильма Ramana в 2002 году А. Р. Муругадос намеревался снять ленту с Аджитом и Асин под названием Mirattal. Были выпущены промо-постеры, но после двух дней съёмок ведущий актёр потерял интерес к проекту.
И это была не первая замена, изначально сценарий писался под Викрама. Велись переговоры с Мадхаваном, но с ним не удалось сойтись в оплате. В итоге согласился только Сурья, пообещав приступить к съёмкам в декабре 2004 года после завершения работы в Maayavi.
Он был тринадцатым актёром, которому предложили роль.
Сообщалось, что она будет двойной, а его партнёром по съёмочной площадке станет Пракаш Радж.
Для этой роли Сурья постарался привести тело в тонус и коротко постригся, из-за чего при съёмках в другом фильме и рекламных роликах пришлось надевать парик.
Возлюбленная героя, сыгранная Асин, получила имя в честь астронавтки индийского происхождения Калпаны Чавла, которая погибла в 2003 году.
Второй героиней, как сообщалось в начале, должна была быть Шрия Саран, но потом ею стала Наянтара.
В январе 2005 название фильма сменили на Gajini.
Съёмки были запущены 11 февраля на студии AVM.
В апреле в течение 10 дней в Швейцарии были сняты два из пяти музыкальных номеров.
14 дней работали над кульминационным эпизодом.
К июлю были завершены все сцены с диалогами.

## Саундтрек
| №  | Название       | Текст песни    | Исполнители                                 | Длительность |
| -- | -------------- | -------------- | ------------------------------------------- | ------------ |
| 1. | «Oru Maalai»   | Тамарай        | Картик                                      | 5:54         |
| 2. | «Suttum Vizhi» | Н. Муттуккумар | Шрирам Партасарати, Бомбей Джаяшри          | 5:19         |
| 3. | «Rahathulla»   | Тамарай        | Анупама                                     | 4:50         |
| 4. | «Rangola Ola»  | Капилан        | Шанкар Махадеван, Суджата, Ранджит, Сучитра | 4:26         |
| 5. | «X Machi»      | Ваали          | Матханги, Накул                             | 4:12         |

## Критика
Большинство отзывов отметило сходство фильма с картиной «Помни» Кристофера Нолана.
Малати Рангараджан из The Hindu отметила в своей рецензии, что Муругадос проявил ум в выборе сюжета и создании сценария, однако ключевые эпизоды оказались разорваны музыкальными номерами, больше похожими на фитнес, чем на танцы.
В отзыве с Sify содержание и трактовка истории были названы революционными для тамильского фильма, а сам «Превозмочь себя» намного превосходящим типичные триллеры.
Idlebrain.com назвал плюсами фильма режиссуру, сценарий, игру главных героев, музыку и операторскую работу, а минусом — отсутствие развлекательных элементов во второй половине.
Behindwoods.com отметил также хореографию Раджу Сундарама, монтаж Энтони и фантастическую постановку боёв Канал Каннаном.
IndiaGlitz счёл, что «режиссёр Муругадос рискнул с совершенно новой идеей и, к его чести, сделал свою работу с изяществом», добавив, что «Превозмочь себя» — «это впечатляющая история, рассказанная в инновационной манере».
NowRunning заключил, что режиссёр заслуживает особого упоминания за оригинальные сценарий и подход, но главным преимуществом фильма стал Сурья, убедительный как в роли богатого бизнесмена, так и влюбленного мужчины или пациента с потерей краткосрочно памяти.
Баладжи Баласубраманиам с сайта Thiraipadam.com назвал фильм — «хорошим триллером, который может похвастаться интересной концепцией с большим количеством перспектив», однако был разочарован тем, что тема сложностей, возникающих с потерей памяти, не достаточно развита; вторая роль Прадипа Равата не имеет никакой цели; а фоновая музыка слишком выделяется и бьёт по ушам.

## Награды
| Награды и номинации | Награды и номинации            | Награды и номинации             | Награды и номинации                 | Награды и номинации | Награды и номинации |
| Дата                | Награда                        | Категория                       | Номинант                            | Результат           | Ссылка              |
| ------------------- | ------------------------------ | ------------------------------- | ----------------------------------- | ------------------- | ------------------- |
| 9 сентября 2006     | Filmfare Awards South (Тамили) | Лучшая женская роль             | Асин                                | Победа              | [ 19 ]              |
| 9 сентября 2006     | Filmfare Awards South (Тамили) | Лучший мужской закадровый вокал | Картик («Oru Maalai»)               | Победа              | [ 19 ]              |
| 9 сентября 2006     | Filmfare Awards South (Тамили) | Лучший монтаж                   | Энтони                              | Победа              | [ 19 ]              |
| 9 сентября 2006     | Filmfare Awards South (Тамили) | Специальный приз                | Харрис Джаярадж                     | Победа              | [ 19 ]              |
| 13 сентября 2014    | Tamil Nadu State Film Awards   | Лучший фильм                    |                                     | Победа              | [ 20 ] [ 21 ]       |
| 13 сентября 2014    | Tamil Nadu State Film Awards   | Лучшая музыка к песням          | Харрис Джаярадж                     | Победа              | [ 20 ] [ 21 ]       |
| 13 сентября 2014    | Tamil Nadu State Film Awards   | Лучший мужской закадровый вокал | Шрирам Партасарати («Suttum Vizhi») | Победа              | [ 20 ] [ 21 ]       |
| 13 сентября 2014    | Tamil Nadu State Film Awards   | Лучший женский закадровый вокал | Бомбей Джаяшри («Suttum Vizhi»)     | Победа              | [ 20 ] [ 21 ]       |
| 13 сентября 2014    | Tamil Nadu State Film Awards   | Лучшие стихи к песне            | Н. Муттуккумар («Suttum Vizhi»)     | Победа              | [ 20 ] [ 21 ]       |
| 13 сентября 2014    | Tamil Nadu State Film Awards   | Лучшая операторская работа      | Р. Д. Раджасекхар                   | Победа              | [ 20 ] [ 21 ]       |
| 13 сентября 2014    | Tamil Nadu State Film Awards   | Лучшая работа звукорежиссёра    | А. С. Лакшминараянан                | Победа              | [ 20 ] [ 21 ]       |
| 13 сентября 2014    | Tamil Nadu State Film Awards   | Лучший монтаж                   | Энтони                              | Победа              | [ 20 ] [ 21 ]       |
| 13 сентября 2014    | Tamil Nadu State Film Awards   | Специальный приз                | Сурья Шивакумар                     | Победа              | [ 20 ] [ 21 ]       |